# Gustaf Engström
Carl Gustaf Engström, född 9 september 1841 i Stockholm, död 3 juli 1874 på samma ort, var en svensk skådespelare, författare och bearbetare för teatern.
Engström var son till trädgårdsmästaren Carl Gustaf Engström.
Han var anställd hos olika resande teatersällskap, 1864-1865 hos Johan Petter Roos, 1866-1868 hos Constantin Rohde, 1868-1869 vid Haqvinius-Berndt-Dahlgrens associationssällskap, 1869-1870 hos Haqvinius och Michal, 1870-1873 (engagerad 1868–1874) vid Mindre teatern i Stockholm och 1873-1874 hos Carlberg och Salzenstein.
Bland hans roller märks Lundström i Andersson, Pettersson och Lundström, Stick i Skräddaren naturpoet, Poliskonstapeln i Syfröknarna, Pickanell i Anna Stinas illusioner, Clunkar i Frihetsbröderna och Bob i Lilla sångfågeln.
Han skrev flera framgångsrika folklustspel, däribland Skräddaren naturpoet, Husvill för sista gången, Den rika Malena, en travesti på Jacques Offenbachs Sköna Helena samt en lokalisering av Johann Nestroys Lumpacius vagabundus under titeln Andersson, Pettersson och Lundström, en titel som Frans Hodell tidigare använt till sin bearbetning av samma verk.